# Siamesisch-Vietnamesischer Krieg 1769–1773
Der Siamesisch-Vietnamesische Krieg 1769–1773 war eine militärische Auseinandersetzung zwischen Siam und den im südlichen Vietnam regierenden Nguyễn-Fürsten um die Vorherrschaft in Kambodscha.

## Vorgeschichte
Bis zur Mitte des 18. Jahrhunderts hatte das siamesische Königreich Ayutthaya für Jahrhunderte Kambodscha beherrscht. Vietnam hatte es andererseits verstanden, einen gewissen Einfluss auf die im Osten gelegenen Gebiete Kambodschas auszuüben. Als Ayutthaya 1767 von den Birmanen vollständig zerstört wurde, sahen die Vietnamesen ihre Chance gekommen, ihren Einfluss auf Kambodscha zu vergrößern und begannen eine größere Kampagne gegen Siam.

## Verlauf

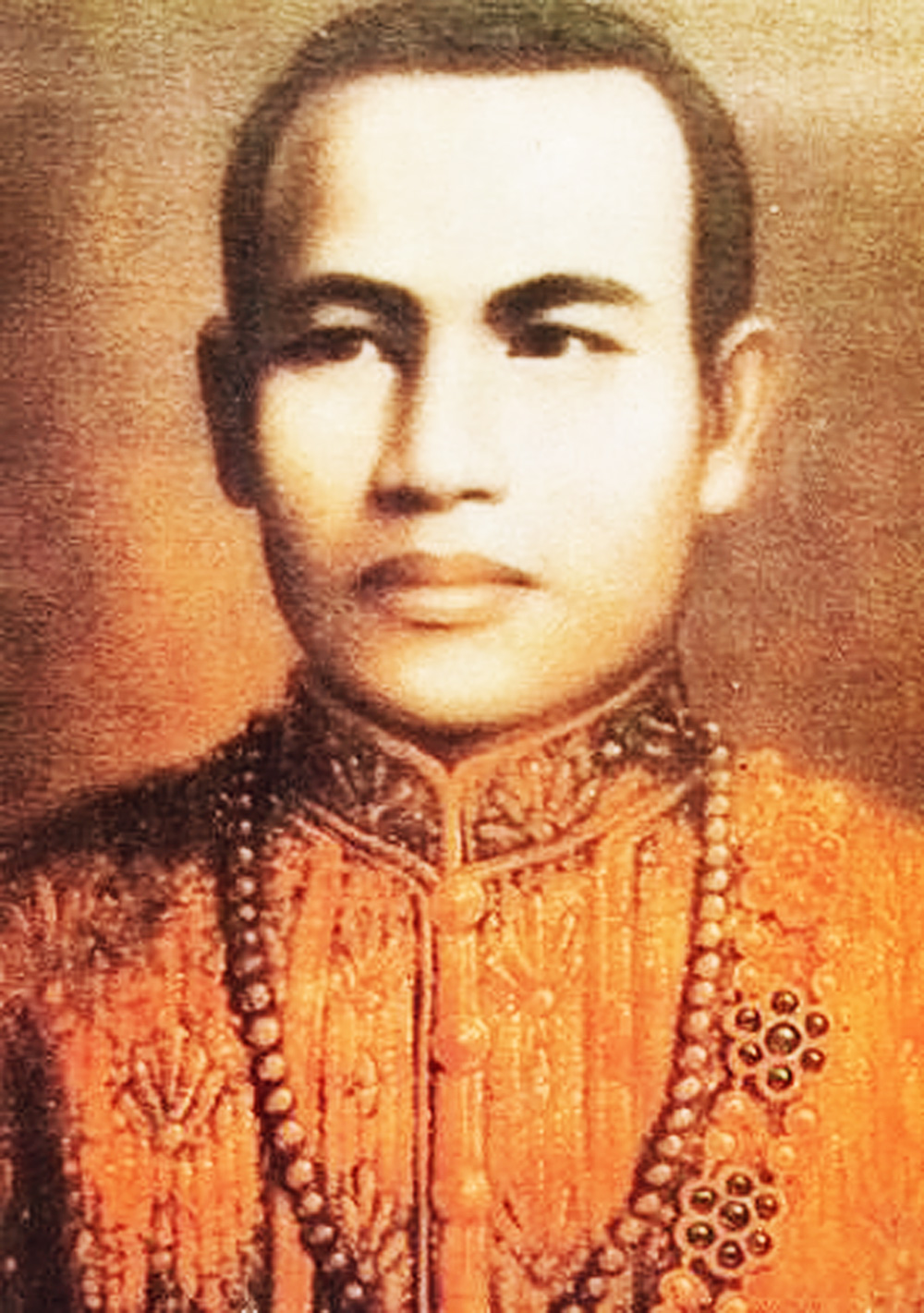
König Taksin (reg. 1768 bis 1782)

Vietnam sorgte zunächst für die Absetzung des von den Siamesen eingesetzten kambodschanischen Königs Ang Non († 1779) und setzten wenig später dessen Bruder auf den Thron. Dieser widersetzte sich unter vietnamesischem Einfluss der Zahlung von Tributen an Siam. Der zum König gewählte Taksin (reg. 1768 bis 1782) führte daraufhin eine Armee nach Siem Reap und Battambang, um Kambodscha wiederzugewinnen. 1770 starteten die Vietnamesen einen Gegenangriff auf Trat und Chanthaburi. Doch schnell kehrte Taksin mit Land- und Seestreitkräften zurück, um Banteay Meas, Phnom Penh und andere kleinere Ziele zu erobern. Auch die seinerzeitige kambodschanische Hauptstadt Banteay Pech wurde angegriffen und der vietnamesische Marionettenkönig musste fliehen. König Ang Non wurde von den Siamesen erneut auf den Thron gesetzt, die Vasallenherrschaft Siams wurde bestätigt.
Fast im Gegenzug sandte Vietnam neue Armeen gegen Siam, die über See Rach Gia am Golf von Siam nahmen und auf Phnom Penh marschierten, wo Ang Non erneut fliehen musste. Taksin organisierte seine Truppen neu und schlug zurück, so dass die vietnamesischen Truppen gegen 1773 vernichtet oder außer Landes getrieben worden waren. 1775 erhielt Ang Non seinen Thron endgültig zurück.

## Folgen
Ang Non blieb bis zu seinem Tod auf dem kambodschanischen Thron, doch hielten die Streitigkeiten zwischen Vietnam und Siam um Kambodscha für einen Großteil des 19. Jahrhunderts an. Erst die französische Kolonialpolitik setzte ein Ende, als man Kambodscha in Französisch-Indochina einverleibte.